# أزمة الرهائن في لبنان
أزمة الرهائن في لبنان تشير إلى اختطاف 104 رهينة أجنبية في لبنان بين عامي 1982 و1992 عندما كانت الحرب الأهلية اللبنانية «في ذروتها». معظم الرهائن كانوا من الأميركيين والأوروبيين الغربيين ولكن يمثلون 21 بلدا. توفي ما لا يقل عن ثمانية رهائن في الأسر وقتل بعضهم بينما توفي آخرون بسبب نقص الرعاية الطبية الكافية للأمراض.
أولئك الذين يتحملون المسؤولية عن الاختطاف استخدموا أسماء مختلفة لكن شهادة الرهائن السابقين تشير إلى أن جميع عمليات الاختطاف تقريبا قامت بها مجموعة واحدة من حوالي 12 رجلا قادمين من مختلف العشائر داخل منظمة حزب الله. كان عماد مغنية مهم جدا في المنظمة. نفى حزب الله علنا تورطه. يعتقد أن جمهورية إيران الإسلامية قد لعبت دورا رئيسيا في عمليات الاختطاف وقد تكون قد حرضت عليها. كما كانت سوريا قد شاركت في عمليات الاختطاف.
يعتقد أن الدافع الأصلي لأخذ الرهائن هو تثبيط الانتقام من قبل الولايات المتحدة أو سوريا أو غير ذلك من القوى ضد حزب الله الذي ينسب إليه مقتل 241 أمريكي و58 فرنسيا في ثكنات البحرية وتفجيرات السفارات في بيروت. هناك تفسيرات أخرى لعمليات الاختطاف أو احتجاز الرهائن لفترات طويلة هي مصالح السياسة الخارجية الإيرانية بما في ذلك الرغبة في الحصول على تنازلات من الدول الغربية وكان محتجزو الرهائن حلفاء قويين لجمهورية إيران الإسلامية.
نجحت التدابير الأمنية المشددة التي اتخذها حراس الرهائن في منع إنقاذ عدد قليل من الرهائن وأدى ذلك إلى الضغط العام من وسائط الإعلام وأسر الرهائن إلى انهيار مبدأ مكافحة الإرهاب «لا مفاوضات ولا تنازلات» من قبل المسؤولين الأمريكيين والفرنسيين. في الولايات المتحدة تفاوضت إدارة ريغان على أسلحة سرية وغير قانونية لمقايضة الرهائن مع إيران المعروفة باسم قضية إيران - كونترا.
يعتقد أن نهاية الأزمة في عام 1992 قد عجلت بسبب الحاجة إلى المساعدات والاستثمارات الغربية من قبل سوريا وإيران بعد انتهاء الحرب بين إيران والعراق وتفكك الاتحاد السوفيتي مع وعود لحزب الله بعدم نزع سلاحه بعد انتهاء الحرب الأهلية اللبنانية وأن فرنسا وأمريكا لن تسعى للانتقام منه.

## الخلفية
كان 25 من الضحايا أمريكيين و16 فرنسي و12 بريطاني و7 سويسريين و7 ألمان غربيين. من بين الأسماء التي استخدمها الرهائن جماعة الجهاد الإسلامية اللبنانية ومنظمة الدفاع عن الشعب الحر ومنظمة قمع الأرض والجهاد الإسلامي لتحرير فلسطين.

## الرهائن
باستثناء عدد قليل من الرهائن مثل رئيس مكتب وكالة المخابرات المركزية ويليام فرانسيس باكلي والعقيد البحري ويليام هيغينز (الذين قتلوا) تم اختيار معظم الرهائن لا بسبب أي نشاط سياسي أو مخالفة مزعومة ولكن بسبب البلد الذي جاءوا منه وسهولة اختطافهم. على الرغم من ذلك اشتكى الرهائن من وجود علامات جسدية على سوء المعاملة مثل الضرب المتكرر وعمليات الإعدام الوهمية.
من بين الضحايا:
- ديفيد س. دودج: من بين الضحايا الأوائل الذين تم الإعلان عن قضيتهم على نطاق واسع حيث كان رئيس الجامعة الأمريكية في بيروت قد اختطف في 19 يوليو 1982 وأطلق سراحه في 21 يوليو 1983. وفقا لصحافية لبنانية هالة جابر «اختطف دودج في البداية من قبل اللبنانيين المؤيدين للفلسطينيين» من الضغط على الأميركيين للضغط على إسرائيل التي غزت لبنان لوقف هجمات منظمة التحرير الفلسطينية التي تتخذ من لبنان مقرا لها. بعد إجلاء منظمة التحرير الفلسطينية نقل دودج إلى الحجز الإيراني ونقله من سهل البقاع إلى طهران. كان الإيرانيون يأملون في استخدام دودج للحصول على إطلاق سراح أربعة مسؤولين إيرانيين اختطفهم مسيحيون لبنانيون في يوليو 1982. لم يتم العثور على الإيرانيين الأربعة.[16] دودج قضى الأشهر الثلاثة التالية في سجن إيفين وطلب منه معلومات عن الإيرانيين المختطفين كلما تم استجوابه.[16] أفرج عنه لأن الرئيس السوري حافظ الأسد غضب من تورط إيران في عملية الاختطاف. أطلق سراح دودج من الأسر وعاد إلى المطار من قبل مسؤول من حرس الثورة الإسلامية الإيراني. توجه إلى دمشق وسلم إلى السفارة الأمريكية لدى وصوله إلى هناك.[17]
- بنيامين وير: اختطف وزير المشيخية في مايو 1984 على يد ثلاثة رجال مسلحين وهم يتنقلون مع زوجته فقد كان وير يعتقد أنه آمن من الأذى من المسلمين لأنه عاش في بيروت الغربية الشيعية يعمل مع الجمعيات الخيرية الإسلامية وعاش في لبنان منذ عام 1958. بعد يومين من اختطافه ادعت رسالة هاتفية: «تدعي منظمة الجهاد الإسلامي أنها مسؤولة عن الاختطاف... من أجل تجديد قبولنا لتحدي ريغان [لمحاربة» إرهاب الدولة«] والتأكيد على التزامنا بالبيان... بأننا لن نترك أي أمريكي على الأرض اللبنانية».[18] أفرج عنه في منتصف سبتمبر 1985.
- تيري أندرسون: كان تيري أندرسون كبير مراسلى الشرق الاوسط لوكالة أسوشيتد برس هو صاحب أطول رهينة محتجز يعتقد أن حزب الله الشيعي أو منظمة الجهاد الإسلامي اعتقله. تم أسر أندرسون في 16 مارس 1985 وأخيرا أطلق سراحه في 4 ديسمبر 1991.
- تشارلز غلاس: في 17 يونيو 1987 أسرت مجموعة «مجاهدي الدفاع عن الشعب الحر» تشارلز غلاس وهي مراسل تلفزيوني أميركي يعتقد أنه أحد الأسماء المستعارة لحزب الله. هرب بعد 62 يوما.
- رودولف كورديس وألفريد شميدت: اختطفا وهما مواطنان من ألمانيا الغربية في يناير 1987 من قبل منظمة تطلق على نفسها اسم «الكفاح من أجل الحرية». تم أسر الألمانيان الغربيان بعد وقت قصير من قيام الحكومة الألمانية الغربية باعتقال محمد علي حمادي وهو زعيم إرهابي شيعي كان مدبر خطف طائرة تي دبليو إيه الرحلة 847 عام 1985 وقد قتل الغواص روبرت دين ستيم. لم يطلق سراح محمد علي حمادي في ذلك الوقت ولكن على ما يبدو تمت مبادلته في عام 2006 مقابل رهينة ألماني كان محتجزا في العراق.[19] أطلق سراح شميدت في سبتمبر 1987. تم إطلاق سراح كورديس في سبتمبر 1988.[20][21]
- توماس سوثيرلاند: العميد السابق للزراعة في الجامعة الأميركية في بيروت في لبنان اختطف من قبل أعضاء الجهاد الإسلامي بالقرب من منزله في بيروت في 9 يونيو 1985.[22] أطلق سراحه في 18 نوفمبر 1991 في نفس الوقت الذي كان فيه تيري وايت قد احتجز كرهينة مدة 2,353 يوما.[23]

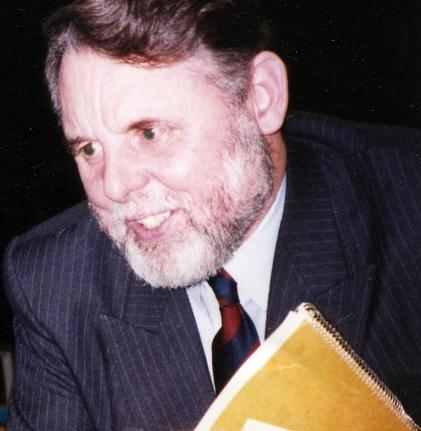
تيري وايت.

- تيري وايت: اختفى مبعوث الكنيسة الانجليكانية في 20 يناير عام 1987 بينما كان في مهمة تفاوضية لتحرير ضحايا الاختطاف. قضى ما يقرب من خمس سنوات في الأسر ما يقرب من أربع سنوات منه في الحبس الانفرادي بعد أن أسره الجهاد الإسلامي من منزله في لبنان. قبل الإفراج عنه في نوفمبر 1991 كان كثيرا ما تعصب عينيه كما تعرض للضرب في وقت مبكر من فترة سجنه وتعرض لعملية إعدام وهمية. كان بالسلاسل وعانى من اليأس من الربو ونقل مرة واحدة في ثلاجة كما نقله خاطفوه عنه.[24]

### القتل
- وليام فرانسيس باكلي: رئيس مكتب وكالة المخابرات المركزية السابق في بيروت احتجز رهينة من قبل الجهاد الإسلامي في 16 مارس 1984. احتجز في قرية رأس العين.[25] في 3 أكتوبر 1985 ادعت منظمة الجهاد الإسلامي أنها قتلته. كانت منظمة الجهاد الإسلامي أصدرت في وقت لاحق إلى صحيفة بيروت صورة جثته. ذكرت تقارير صحفية أن باكلي نقل إلى إيران حيث تعرض للتعذيب والقتل. كشف الرهينة الأمريكي السابق ديفيد جاكوبسين أن باكلي توفي بالفعل من جراء أزمة قلبية ناجمة عن التعذيب ربما في 3 يونيو 1985.[26][27] تم العثور على رفاته في كيس بلاستيكي على جانب الطريق المؤدي إلى مطار بيروت في عام 1991.[28]
- أليك كوليت: الموظف البريطاني في وكالة الأمم المتحدة لإغاثة وتشغيل اللاجئين الفلسطينيين الذي اختطف إلى جانب سائقه النمساوي في 25 مارس 1985. احتجز النمساوي لفترة وجيزة ثم أفرج عنه. في شريط فيديو صدر في أبريل 1986 تعرض كوليت لخنق من قبل خاطفيه. لم يتم العثور على جثة كوليت حتى نوفمبر 2009.[29]
- اختطف أربعة دبلوماسيين سوفييت في 30 سبتمبر 1985. قتل أركادي كاتكوف الملحق القنصلي من قبل خاطفيه وأفرج عن الثلاثة الآخرين وهم أوليغ سبيرين وفاليري ميريكوف ونيكولاي سفيرسكي بعد شهر. وفقا لتقرير نشرته صحيفة جيروزاليم بوست عام 1986 فإن إطلاق سراح الرهائن وقع بعد اختطاف وقتل أحد قادة حزب الله الرئيسيين من قبل لجنة أمن الدولة.[30]
- مايكل سورات: في 10 فبراير 1986 نشرت منظمة الجهاد الإسلامي صورة جثة عالم الاجتماع الفرنسي ميشال سورات الذي اختطف في وقت سابق. في 5 مارس 1986 ادعت حركة الجهاد الإسلامي أنها أعدمت سورات. كشف زملاؤه الرهائن الذين أطلق سراحهم أن سورات قد مات من التهاب الكبد. تم العثور على جثته في أكتوبر 2005.[31][32]
- بيتر كيلبورن ولي دوغلاس وفيليب بادفيلد: في 17 أبريل 1986 اكتشفت جثث الموظفين الثلاثة بالجامعة الأمريكية في بيروت وهم الأمريكي بيتر كيلبورن والبريطانيين لي دوغلاس وفيليب بادفيلد بالقرب من بيروت. ادعت المنظمة الثورية للمسلمين الاشتراكيين أنها أعدمت الرجال الثلاثة انتقاما من الغارة الجوية الأمريكية على ليبيا في 15 أبريل 1986.

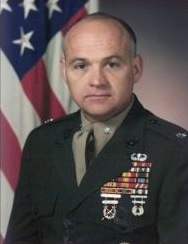
ويليام ر. هيجينز.

- من بين العسكريين الأمريكيين الذين قتلهم خاطفون من حزب الله العقيد ويليام ر. هيغينز. اعتقل في 17 فبراير 1988 واحتجز كرهينة بينما كان يعمل في مهمة لحفظ السلام تابعة للامم المتحدة في جنوب لبنان. بعد مرور عام ونصف على اعتقاله نشر خاطفوه شريط فيديو تظهر جثته معلقة من الرقبة. في 23 ديسمبر 1991 تم انتشال جثته من شارع بيروت حيث تم إلقاءه.
- كان هناك ضحية أخرى هو دينيس هيل المحاضر الإنجليزي في الجامعة الأميركية في بيروت التي تعود أصوله إلى ميدلسكس بالمملكة المتحدة. كان هيل (53 عاما) قد عمل في الجامعة الاميركية في بيروت في برنامج اللغة الإنكليزية المكثف منذ أكتوبر 1984. أطلق النار عليه عدة مرات في رأسه في 30 مايو 1985 بينما كان يحاول الفرار من خاطفيه.[33][34] نفت حركة الجهاد الإسلامي مسؤوليتها عن عملية القتل التي نسبت إليها وكالة المخابرات المركزية (إلى جانب محاولة اغتيال أمير الكويت وتفجيرها في السعودية).[35]

### الهروب أو الإنقاذ
- فرانك ريجير: اختطف الأمريكي فرانك ريجير أستاذ الهندسة في الجامعة الأميركية في بيروت في فبراير 1984 عندما خرج من الحرم الجامعي. أفرج عنه بعد عدة أشهر في الأسر من قبل ميليشيات حركة أمل التي داهمت مخبأ بيروت من خاطفيه المتطرفين في 15 أبريل 1984. ردت حركة الجهاد الإسلامي بتهديد حركة أمل.[36]
- جوناثان رايت: هرب الصحفي البريطاني من خاطفيه في سبتمبر 1984.[37]
- جيري ليفين: في 14 فبراير 1985 هرب الصحافي الأمريكي جيرمي ليفين من خاطفيه في سهل البقاع. ادعى نشطاء شيعة أنهم سمحوا له بالفرار وشكرت الولايات المتحدة علنا سوريا للتدخل نيابة عنها.[38]
- ميشيل بريلانت: في 11 أبريل 1986 نجا الأسير الفرنسي ميشيل بريلان بعد عدة أيام من اختطافه عندما فوجئ خاطفوه بمجموعة من الصيادين في سهل البقاع.
- في 16 يوليو 1986 أطلق سراح دبلوماسي سعودي عندما احتجز الجيش اللبناني خاطفيه.
- ديفيد هيرست: في 26 سبتمبر 1986 هرب الصحفي البريطاني ديفيد هيرست بالانسحاب من سيارة خاطفيه في حي الشيعة في بيروت.
- جان مارك سروسي: بعد عدة أيام من 26 سبتمبر 1986 هرب مراسل التلفزيون الفرنسي جان مارك سروسي من مظلة مغلقة بعد القبض عليه بعدة أيام.

## الجناة
يعتقد معظم المراقبين أن حزب الله الذي يوصف أحيانا بأنه «المجموعة الجامعة» للتطرف الشيعي في لبنان هو المحرض على الأزمة.
حزب الله نفسه ينفي الاتهام الذي أعلن في عام 1987:
يزعم مصدر آخر أنه مع استثناء ستة رهائن إيرانيين يبدو أن جميع الرهائن احتجزتهم جماعات متحالفة مع إيران.
أفيد بأن النائبين الرئيسيين لأخذ الرهائن هما عماد مغنية أحد كبار أعضاء منظمة حزب الله الذي وصفه الصحفي روبن رايت بأنه «الإرهابي الرئيسي» وراء الحملة وحسين الموسوي. كانت قرية رأس العين في سهل البقاع في شرق لبنان مكانا للضحايا.

## الدوافع
وفقا للباحث جيل كيبل «كان عدد قليل من عمليات الاختطاف مدفوعة بالأموال أو مرتبطة بالمخاوف المحلية ولكن معظمها مطاعة منطقيا حيث أن حزب الله نفسه ليس أكثر من مقاول من الباطن للمبادرات الإيرانية». يشمل الحافز لأخذ الرهائن ما يلي:
- تأمين «ضد انتقام الولايات المتحدة أو سوريا أو أي قوة أخرى» ضد حزب الله لقتل أكثر من 300 أمريكي في ثكنات البحرية وتفجيرات السفارات في بيروت.
- الإفراج عن أربعة مسؤولين إيرانيين اختطفوا في 5 يوليو 1982 من قبل ميليشيات القوات اللبنانية المسيحية على بعد 25 ميلا شمال بيروت. في ديسمبر 1988 تناول هاشمي رفسنجاني علنا الأمريكيين قبيل انتخابه رئيسا لإيران:

شمل الإيرانيون أحمد موتيفاسليان قائد بعلبك لحرس الثورة الإسلامية ومحسن الموسوي المسؤول الإيراني في لبنان. (الآخران الإيرانيان هما أخافين كاظم وتقي راستجار مقدم).
- يعتقد اللبنانيون المؤيدون للفلسطينيين أنهم يستطيعون استخدام الرهينة الأمريكي ديفيد دودج «كوسيلة للضغط على الأمريكيين للقيام بشيء حيال الغزو الإسرائيلي للبنان».[44]
- أراد عضو حزب الله اللبناني عماد مغنية أن يطلق سراح ابن عمه مصطفى بدر الدين أحد السجناء الكويتيين السبعة عشر في تفجيرات الكويت 1983.[45]

قال الرهينة في الأسر تيري أندرسون أنه اختطف هو والرهائن الآخرين ليحصلوا على حرية رفاقهم السبعة عشر في الكويت المدانين بارتكاب عملية تفجيرات الكويت في عام 1983 لست منشآت أجنبية وكويتية رئيسية الذي «كان أسوأ هجوم إرهابي في القرن وتفجير القنابل لم يكن معيبا».
- السجين الآخر من مجموعة 17 هو حسين السيد يوسف الموسوي ابن عم حسين الموسوي زعيم حركة أمل الإسلامية وهي ميليشيا شقيقة لحزب الله تم دمجها في وقت لاحق مع حزب الله.[47]
- يريد الشيعة الإسلاميون استخدام الرهائن الفرنسيين لتحرير أنيس نقاش الذي كان قائد فريق الاغتيال المدعوم من إيران الذي حاول اغتيال رئيس الوزراء الإيراني السابق شابور بختيار. كان نقاش لبناني مسيحي اعتنق الإسلام وتعهد بالولاء للخميني بعد نجاح الثورة. كان صديق شخصي مقرب من أحمد الخميني ابن زعيم الثورة الإيرانية ومحسن رفيقست قائد الحرس الثوري الإسلامي في لبنان وعناصر عماد مغنية المذكورة في حزب الله.[48] يبدو أنها كانت ناجحة تماما في جهودها.

تم اطلاق سراح نقاش في 27 يوليو 1990 مع أربعة شركاء بعد أن صدر عفو من الرئيس الفرنسي فرانسوا ميتران وتم وضع جميع الرجال الخمسة على متن طائرة متجهة إلى طهران كما جلبت الصفقة فوائد سياسية وعسكرية ومالية إلى إيران نفسها: من أصولها المجمدة وقطع الغيار اللازمة بشدة لتسلحها كما طرد الفرنسيون معظم قادة المعارضة الإيرانيين الذين اتخذوا فرنسا ملاذا بعد الثورة".
تم الإفراج عن ثلاثة رهائن فرنسيين في لبنان وجان بيير كوفمان ومارسيل كارتون ومارسيل فونتين من قبل مختطفين في 4 مايو 1988. نفت فرنسا التقارير التي تفيد بأن إطلاق سراح أنيس نقاش كان انتقاما لإطلاق سراح هؤلاء الرهائن الثلاثة.

## القرار
بحلول عام 1991 تم الإفراج عن نشطاء شيعة متطرفين سجنوا في أوروبا. تم الإفراج عن أعضاء حزب الدعوة الإسلامية المدانين بارتكاب أعمال إرهابية في الكويت من قبل الغزو العراقي. لم تكن هناك حاجة للضغط على أنصار الغرب للعراق لأن الحرب الإيرانية العراقية قد انتهت. كان من الثابت تماما أن الأربعة الإيرانيين المفقودين لم يعودوا على قيد الحياة.
الأهم من ذلك أن إيران كانت بحاجة إلى استثمار أجنبي «لإصلاح اقتصادها وبنيتها التحتية» بعد تدمير الحرب الإيرانية العراقية وأن سوريا بحاجة إلى «تعزيز هيمنتها على لبنان» والحصول على مساعدات غربية للتعويض عن فقدان الدعم السوفياتي بعد تفكك الاتحاد السوفيتي. كانت سوريا تضغط بنشاط على حزب الله لوقف عمليات الاختطاف كما أن الهجوم الذي شنته القوات السورية في بيروت في فبراير 1987 والذي أسفر عن مقتل 23 عضوا في حزب الله كان تعبيرا عن تهيج سوريا مع استمرار احتجاز الرهائن. كان لحزب الله ضمانات من سوريا بأنه على الرغم من انتهاء الحرب الأهلية اللبنانية فإنه سيسمح لهم بإبقاء أسلحتهم في حين سيتم نزع سلاح جميع الميليشيات اللبنانية الأخرى على أساس أن حزب الله يحتاج إلى أسلحته لمحاربة الاحتلال الإسرائيلي في الجنوب.
خلق هذا المزيج من العوامل إطارا يستطيع فيه الأمين العام للأمم المتحدة خافيير بيريز دي كويلار ومبعوثه الشخصي جياندومينيكو بيكو (الذي يعمل في مجلس العلاقات الحكومية للمجلس الأمريكي الإيراني) التفاوض بشأن «حل شامل لأزمة الرهائن». بحلول ديسمبر 1991 أطلق حزب الله الرهينة الأخيرة مقابل إطلاق سراح الشيعة المسجونين.

## المخطط الزمني
هذه القائمة غير كاملة؛ يمكنك المساعدة من خلال توسيعها.

### 1982
- 19 يوليو 1982: اختطاف أول غربي وهو ديفيد دودج الرئيس بالنيابة للجامعة الأمريكية في بيروت.

الدافع المقترح: اختطاف ديفيد دودج جاء مباشرة ردا على الاختطاف السابق لأربعة من موظفي السفارة الإيرانية في بيروت من قبل ميليشيا الكتائب المدعومة من قبل إسرائيل في 5 يوليو 1982. كان دودج الأمريكي الأبرز في لبنان بجوار السفير الأمريكي.
الخاطف المعلن: منظمة الجهاد الإسلامي.
الخاطف المزعوم: «يبدو واضحا أن اختطاف ديفيد دودج بدأته فرقة حرس الثورة الإسلامية في لبنان ... نفذت العملية من قبل زعيم حركة أمل الإسلامية حسين الموسوي».
- 21 يوليو 1983: الإفراج: ديفيد دودج

### 1984
- 11 فبراير 1984: - الاختطاف: فرانك ريجير أستاذ الهندسة في الجامعة الأميركية في بيروت والفرنسي كريستيان جوبيرت[56]

الدافع المقترح: اعتقال 25 في الكويت في أعقاب ديسمبر 1983 بعد عدة هجمات إرهابية. ثلاثة منهم لبنانيين شيعة.
- مارس 1984 - اختطاف: جيريمي ليفين رئيس مكتب شبكة كيبل نيوز الأمريكية وويليام باكلي دبلوماسي في الواقع قائد المحطة في وكالة المخابرات المركزية الأمريكية.
- 27 مارس 1984 - حكم محكمة أمن الدولة الكويتية بإعدام إلياس فؤاد صعب بينما حكم على حسين السيد يوسف الموسوي بالسجن مدى الحياة وحكم على عزام خليل إبراهيم بالسجن لمدة 15 عاما.

هدد حزب الله بقتل الرهائن إذا أعدم السجناء.
- 15 أبريل 1984 - الإفراج: فرانك ريجير من قبل ميليشيات أمل الذين داهموا مخبأ بيروت من خاطفيه.
- مايو 1984 - اختطاف: وزير المشيخية بنيامين وير.

الدافع المقترح: محاولة أخرى للضغط على الكويت للانضمام إلى مطالبها بالحرية أو التساهل مع السجناء.
الخاطف المعلن: «منظمة الجهاد الإسلامي».
- 29 أغسطس 1984 - اختطاف الصحفي البريطاني جوناثان رايت[57]
- 3 ديسمبر 1984 - الاختطاف: بيتر كيلبورن أمين مكتبة الجامعة الأميركية في بيروت.

الخاطف المزعوم: «يبدو أن التي ارتكبت الاختطاف هي أمل الإسلامية بتورط إيراني وثيق».

### 1985
- 3 يناير 1985 - الاختطاف: إريك فيرلي القائم بأعمال السفير السويسري في لبنان
- 7 يناير 1985 - الإفراج: إريك فيرلي.

الدافع المقترح: "تشير الدلائل إلى أن حزب الله استهدف عمدا فرلي من أجل الإفراج عن حسين الطلعت عضو حزب الله الذي تم اعتقاله في مطار زيورخ الدولي في 18 ديسمبر 1984 بمتفجرات كانت في حوزته كانت مخصصة لهجوم على السفارة الأمريكية في روما.
- 8 يناير 1985 - الاختطاف: الأمريكي لورانس جينكو مدير منظمة الإغاثة الكاثوليكية الخيرية.

الخاطف المعلن: «منظمة الجهاد الإسلامي».
- مارس 1985 - الاختطاف: البريطانيان جيفري ناش وبريان ليبيك.

الدافع المقترح: الانتقام في 8 مارس 1985 من محاولة اغتيال ناجحة للشيخ فضل الله.
- مارس وأبريل 1985 - الإفراج: جيفري ناش وبريان ليبيك بعد أسبوعين من الاختطاف.[60]

الدافع المقترح: «يبدو أنه يشير إلى أن اختطافهم قد تم على افتراض خاطئ بأنهما مواطنان أمريكيان».
- 18 مارس 1985 - اختطاف: الأمريكي تيري أ. أندرسون كبير مراسلي الشرق الأوسط لوكالة أسوشيتد برس

الدافع المقترح: انتقاما من تفجير فضل الله واستخدام الفيتو من قبل الولايات المتحدة للقرار الذي يدين الممارسات العسكرية الإسرائيلية في جنوب لبنان المحتل.
الخاطف المعلن: «منظمة الجهاد الإسلامي».
- 22 مارس 1985 - اختطاف: ثلاثة من موظفي السفارة الفرنسية.

الدافع المقترح: «اعتبارات أكثر انسجاما مع السياسة الخارجية الإيرانية أبرزها استمرار فرنسا في شحنات الأسلحة إلى العراق والديون المالية المستحقة لإيران ... [و] ردا على وجود وحدة اليونيفيل الفرنسية في جنوب لبنان والممارسة المتصورة للفشل في توفير الحماية الكافية للسكان الشيعة المحليين».
- 20 مايو 1985 - الإفراج عن حسين فراش القنصل السعودي الذي أفرج عنه الخاطفون بعد أكثر من عام في الأسر.
- 22 مايو 1985 - الاختطاف: الصحفي الفرنسي جان بول كوفمان وعالم الاجتماع الفرنسي ميشال سورات.

الدافع المقترح: جزء من الجهد للحصول على إطلاق سراح أنيس نقاش الذي سجن في فرنسا لمحاولة اغتيال رئيس الوزراء السابق شابور بختيار في باريس في يوليو 1980. كان نقاش «رئيس فريق الاغتيال الإيراني و... صديق شخصي مقرب ... مع كل من أحمد الخميني ابن الزعيم الثوري الإيراني ومحسن رفيقست قائد الحرس الثوري الإيراني في لبنان» وكان «صديق مقرب» من عماد مغنية.
- مايو 1985 - الاختطاف: الأميركي ديفيد جاكوبسن مدير مستشفى الجامعة الأميركية في بيروت.
- يونيو 1985 - توماس ساذرلاند مهندس زراعي[65]

الدافع المقترح: "ركز حزب الله جهوده على الإفراج عن 766 معظمهم من اللبنانيين الشيعة الذين نقلوا إلى إسرائيل بالاقتران مع الانسحاب من لبنان من خلال اختطاف أمريكيين بشكل رئيسي وهذا ما كشف عنه بوضوح أكثر
الخاطف المعلن: «منظمة الجهاد الإسلامي».
- 14 يونيو 1985 - الاختطاف: طائرة تي دبليو إيه الرحلة 847 تم فورا بعد انتهاء رحيل إسرائيل عن لبنان. اختطفت منظمة «المضطهدين على الأرض» الرحلة من أثينا إلى روما. خضع الركاب لثلاثة أيام على بعد 8300 ميل (13400 كيلومتر) محنة ذهابا وإيابا بين بيروت والجزائر. تم الإفراج عن مجموعات من الركاب على مدى الحدث. تعرض أحد الركاب وهو غواص من القوات البحرية الأمريكية وهو روبرت دين ستيثم للضرب وأطلق النار على جثته على المدرج. احتجز 39 راكبا آخر كرهائن في جنوب بيروت لمدة أسبوعين حيث انسحبت قوات الجيش اللبناني من مطار بيروت في 16 يونيو تاركا ميليشيات حزب الله وأمل للسيطرة على المنطقة واحتجاز الرهائن. في 30 يونيو تم توجيههم إلى سوريا وأفرج عنهم. جاءت عملية الإفراج عن الرهائن على مدى الأسابيع القليلة الماضية بإطلاق سراح 735 مسلحا لبنانيا من قبل إسرائيل. على الرغم من أن هذا كان أحد المطالب الرئيسية للمختطفين فإن إسرائيل حافظت على إطلاق سراح غير المتصلين بالخطف.

الدافع المقترح: الإفراج عن 766 معظمهم من الشيعة اللبنانيين الذين نقلوا إلى إسرائيل بالتزامن مع انسحابها من لبنان
- أغسطس 1985 - سياسة سرية لتوفير الأسلحة إلى إيران عبر إسرائيل (المعروف أيضا باسم قضية إيران كونترا) التي بدأتها الحكومة الأمريكية.[66]
- منتصف سبتمبر 1985 - الإفراج: القس بانيامين وير الذي احتجز كرهينة منذ مايو 1984 أطلقته «منظمة الجهاد الإسلامي».
- 30 سبتمبر 1985 - اختطاف: أربعة دبلوماسيين سوفييت.

الخاطف المعلن: «منظمة التحرير الإسلامية».

### 1986
- 3 مارس 1986 - اختطاف: مارسيل كودري وطاقم تلفزيوني يتكون من أربعة أشخاص.

الدافع المباشر المقترح: الانتقام من قرار فرنسا بطرد عضوين من المنفى من جماعة الدعوة الإسلامية وهما فوزي هرمزه وحسن خير الدين إلى العراق.
دوافع أخرى محتملة: "كان العراق مدين بسبعة مليارات دولار لفرنسا واستوعب ما يقرب من 40٪ من إجمالي صادرات الأسلحة الفرنسية وفي الفترة ما بين 1977 و1985 باعت فرنسا أكثر من 11.8 مليار دولار من أسلحة التكنولوجيا الفائقة إلى العراق بما في ذلك 113 طائرة مقاتلة ميراج إف 1 و3/4 من إجمالي الصادرات الفرنسية من صواريخ إكسوسيت. في الوقت نفسه شعرت إيران بالغضب بشكل خاص إزاء رفض الحكومة الفرنسية دفع ما بين 1 إلى 1.5 مليار دولار مستحقة من أيام الشاه وإمداد إيران بالمعدات العسكرية". and 
الخاطف المعلن: «منظمة العدالة الثورية».
- أبريل 1986 - الاختطاف: البريطانيان بريان كينان (11 أبريل) وجون مكارثي (17 أبريل)

الدافع: الانتقام من الغارة الأمريكية على ليبيا.
الدافع المقترح لإبقائها: مطالب بإطلاق سراح 260 من الشيعة في سجن الخيمة في جنوب لبنان والإفراج عن الرهائن الإيرانيين الثلاثة الذين أخذوا في عام 1982.
- 17 أبريل 1986 - قتل: جثث ثلاثة من موظفي الجامعة الأمريكية في بيروت والبريطانيين لي دوغلاس وفيليب بادفيلد والأميركي بيتر كيلبورن بالقرب من بيروت.

الدافع المعلن: «المنظمة الثورية للمسلمين الاشتراكيين» تدعي أنه تم إعدام الرجال الثلاثة انتقاما من الغارة الجوية الأمريكية على ليبيا في 15 أبريل 1986.
- 7 مايو 1986 - الاختطاف: كاميلي سونتاغ فرنسي في لبنان (يرافقه «بدء حملة مسلحة ضد وحدة اليونيفيل الفرنسية في جنوب لبنان»)

الدافع المزعوم: «المطالب الإيرانية بانسحاب قوة الأمم المتحدة المؤقتة في لبنان وإلغاء قرار مجلس الأمن رقم 425».
- يونيو 1986 - الإفراج عن الرهينتين الفرنسيين في يونيو 1986.

الدافع المزعوم: طرد المنشق الإيراني محمود رجوي من فرنسا من قبل الحكومة الفرنسية امتثالا لمطالب الخاطفين.
- 26 يوليو 1986 - الإفراج: لورانس جينكو.
- 9 سبتمبر 1986 - الاختطاف: الأمريكي فرانك ريد مدير مدرسة لابانيز الدولية
- 12 سبتمبر 1986 - الاختطاف: الأمريكي جوزيف سيكسيبيو المراقب بالوكالة في الجامعة الأميركية في بيروت
- 21 أكتوبر 1986 - اختطاف: الأمريكي إدوارد تراسي كاتب[75]

الدافع المزعوم: «استبدال الرهائن الأمريكيين الذين تم الإفراج عنهم من خلال صفقات الأسلحة مقابل الرهائن لما يسمى بفضيحة إيران كونترا» وتقويض صفقة الأسلحة مقابل الرهائن
- 2 نوفمبر 1986 - الإفراج: ديفيد جاكوبسن بعد أكثر من عام ونصف في الأسر.
- 3 نوفمبر 1986 - الكشف: صفقة إيران-كونترا من أجل الرهائن مع إيران من قبل صحيفة الشراع اللبنانية التي تفيد بأن الولايات المتحدة باعت أسلحة إلى إيران.[76]
- نوفمبر 1986 - الإصدار: ثلاثة رهائن فرنسيين آخرين.[77]

الدافع المزعوم: الإفراج عن مبلغ 330 مليون دولار من قبل فرنسا من قرض بقيمة مليار دولار لإيران

### 1987
- يناير 1987 - الاختطاف: عدد غير مسبوق من عمليات اختطاف الأجانب من جانب تنظيم حزب الله.

دوافع معلنة: «الرهائن سيهلكون في حالة أي محاولات عسكرية ضد المسلمين في المنطقة وخاصة في لبنان». (السفن الحربية التابعة للبحرية الأمريكية في البحر الأبيض المتوسط يقال أنها تتحرك نحو لبنان.)
الدافع المزعوم: «رد مباشر على اعتقال ثلاثة من كبار أعضاء حزب الله في أوروبا».
دافع آخر مزعوم: «الفصائل الدينية في إيران» في أعقاب صفقة إيران كونترا.
لا يزال هناك حافز آخر: المطالبة بعودة 400 شيعي وفلسطيني مسجونين في إسرائيل.
- 24 يناير 1987 - اختطف: ثلاثة أساتذة أمريكيين وأحد الهنود من كلية بيروت الجامعية في بيروت الغربية: ألان ستين وجيسي تيرنر وروبرت بولهيل وميثال إشوار سينغ[79]

الخاطف المعلن: «الجهاد الإسلامي لتحرير فلسطين».
- يناير 1987 - الاختطاف: الألمانيان الغربيان رودولف كوردس وألفريد شميدت.

الدافع المزعوم: الانتقام بسبب «اعتقال محمد علي حمادي في فرانكفورت من قبل السلطات الألمانية الغربية».
- 13 يناير 1987 - اختطاف: الفرنسي روجر أوك.

الدافع المزعوم: يبدو أنه «يتعلق باعتقال السلطات الإيطالية في اليوم السابق لبشير الخضر في ميلانو»
- 20 يناير 1987 - الاختطاف: تيري وايت الوسيط الأنجليكي الذي يتفاوض بشكل مستقل مع لتحرير الأسرى الغربيين حيث اختفى في 20 يناير في مهمته الخامسة إلى لبنان.

الدافع المزعوم: «أساسا نتيجة لعدم قدرته على التأثير على مصير السجناء السبعة عشر المحتجزين في الكويت».
- 17 يونيو 1987 - اختطاف: الأمريكي تشارلز غلاس مراسل التلفزيون.

الخاطف المعلن: جماعة لم تكن معروفة من قبل وهي «منظمة الدفاع عن الشعب الحر».
- 19 أغسطس 1987 - الهروب: تشارلز غلاس يهرب من خاطفيه حزب الله في الضواحي الجنوبية في بيروت ويذهب إلى فندق سمرلاند حيث دعا الأصدقاء لمساعدته.

### 1988
- 17 فبراير 1988 - الاختطاف: المقدم الأمريكي وليام هيغينز رئيس هيئة الهدنة التابعة للأمم المتحدة والرقابة في منظمة الأمم المتحدة لمراقبة الهدنة في لبنان

الدافع المقترح: وقف قوة الأمم المتحدة المؤقتة في لبنان من التدخل في هجمات حزب الله المسلحة ضد الاحتلال الإسرائيلي للجنوب.
الدافع المقترح: إظهار التضامن مع إحياء الأصولية الإسلامية في الانتفاضة الفلسطينية الأولى

### 1989
- منتصف 1989 - قتل: فيديو من المقدم ويليام هيجينز رئيس هيئة الأمم المتحدة لمراقبة الهدنة تم تعليقه على الصحافة. أعلن عن مصرعه يوم 6 يوليو 1990.

الدافع المزعوم: تحدي لسلطة ميليشيا أمل للحفاظ على بيئة أمنية مستقرة في جنوب لبنان وأمل هي الميليشيا الرائدة هناك.
الدافع المزعوم: لتخريب التقارب بين سوريا والإدارة الأمريكية
مزيد من الدافع المزعوم: انتقام لاختطاف الشيخ عبيد كبير رجال الدين في حزب الله والقائد العسكري الإقليمي للمقاومة الإسلامية من قبل الوحدات العسكرية الإسرائيلية النخبة في 28 يوليو 1989
هناك دافع آخر: لمساعدة «الراديكاليين الإيرانيين وأبرزهم محتشمي» عن مساعي تحسين العلاقات الأمريكية الإيرانية.
- مايو 1989 - اختطاف: البريطاني جاكي مان

الخاطف المعلن: مجموعة غير معروفة سابقا «خلايا للنضال المسلح»
الدوافع المقترحة هي اختطافه للمطالبة بالإفراج عن السجناء الفلسطينيين الذين ادعى الخاطفون أنهم محتجزون في بريطانيا متهمين بقتل رسام الكاريكاتير الفلسطيني ناجي العلي في عام 1987 أو انتقاما من حكومة المملكة المتحدة لتوفير ملجأ وحماية سلمان رشدي بعد تهديد آية الله الخميني بالقتل ضد رشدي لنشر كتاب الآيات الشيطانية.
- 6 أكتوبر 1989 - اختطاف: السويسريان إيمانويل كريستين وإيليو إريكيز

### 1990
- 22 أبريل 1990 - الإفراج: روبرت بولهيل.[88]
- 30 أبريل 1990 - الإفراج: فرانك ريد.
- 24 أغسطس 1990 - الإفراج: بريان كينان المعلم الأيرلندي للغة الإنجليزية[89]

### 1991
- 8 أغسطس 1991 - الإفراج: جون مكارثي - أطول فترة لرهينة بريطاني في لبنان بعد أن قضى أكثر من خمس سنوات في الأسر
- 11 أغسطس 1991 - الإفراج: إدوارد تريسي بعد ما يقرب من خمس سنوات في الأسر.[90]
- أكتوبر/ديسمبر 1991 - الإفراج: جيسي ج. تيرنر وجوزيف ج. سيسبيو وتوماس سوثيرلاند وألان ستين وتيري وايت.
- 4 ديسمبر 1991 - الإفراج: الرهينة الأمريكي الأخير تيري أندرسون.

الدافع المقترح: جزء من واجهة حزب الله والدخول في حقبة جديدة حيث يشارك في العملية الديمقراطية اللبنانية مع مواصلة معركته ضد إسرائيل.
- أواخر ديسمبر 1991 - عادت جثتي ويليام باكلي والمقدم ويليام هيجينز إلى شوارع بيروت.[92]

### 1992
- 17 يونيو 1992 - تم إطلاق سراح عاملي إغاثة ألمان منذ عام 1989 وهما توماس كيمبتنر وهاينريش ستروبيغ. كانوا آخر الرهائن الغربيين في لبنان.[93]

## يذكر في الثقافة الشعبية
- الرهائن فيلم أنتج في عام 1993 من قبل إتش بي أو على أساس الحدث والذي كان من بطولة كولن فيرث في دور جون مكارثي
- الرهينة (1999) ثلاثة أجزاء من سلسلة وثائقية في المملكة المتحدة للقناة الرابعة ويضم مقابلات مع أندرسون وكينان ومكارثي ووايت وكوفمان ومع السياسيين المعنيين بما في ذلك جورج شولتز وأوليفر نورث.
- مهد الشيطان وهو مذكرات بريان كينان عن محنته
- رحلة مكفوفين وهو فيلم في المملكة المتحدة عام 2003 يركز على مكارثي وكينان
- شخص يشاهدني مسرحية من قبل الايرلندي الدرامي فرانك ماكغينيس عن أميركي وايرلندي وإنكليزي يحتجزون كرهائن في لبنان
- أمريكان توب 40 خلال العرض للأسبوع المنتهي في 21 يونيو 1986 ثم ذكر الرهينة ديفيد جاكوبسن في رسالة تفاني لمسافات طويلة من ابنته ديان. خصصت أغنية «الطريق الطويل والمتعرج» من قبل البيتلز له.
- خارج الحياة فيلم من إخراج المخرج اللبناني مارون بغدادي. مستوحاة من مقالة في بيروت استنادا إلى الأحداث المحيطة للرهينة روجر أوك وقد حصل على جائزة لجنة التحكيم الخاصة في كان في عام 1991
- غرفتان وهي مسرحية من قبل لي بليسينغ يصور معلما أمريكيا احتجز كرهينة في غرفة مظلمة بعد أسره في بيروت. زوجته يقظة احتجاجية له في غرفة فارغة في منزلهم خارج العاصمة. تم تكليفها وإنتاجها في عام 1988 وقد تم تسميتها كأحد أفضل مسرحيتين في السنة من قبل مجلة تايم.

### الفهرس
- جابر، هالة. حزب الله: ولد مع الانتقام، نيويورك: مطبعة جامعة كولومبيا، 1997
- رانستورب، ماغنوس، حزب الله في لبنان: سياسة أزمة الرهائن الغربية، نيويورك، مطبعة سانت مارتينز، 1997
- رايت، روبين، الغضب المقدس، سيمون وشوستر، 2001